# La Forêt oubliée
Pour plus de détails, voir Fiche technique et Distribution.
La Forêt oubliée (埋もれ木, Umoregi) est un film japonais réalisé par Kōhei Oguri, sorti en 2005.

## Synopsis
Une petite ville d'une région montagneuse. Lycéenne, Machi n'a pas encore trouvé sa voie. Un jour, elle s'amuse à inventer des histoires fantastiques avec ses copines : chacune à sa manière poursuit ces récits imaginaires qui tissent entre elles un lien invisible... Pour les adultes de la ville, les choses sont tout autres. Ils évoluent dans un monde parallèle : eux ont fait leur vie et sont plongés dans les réalités du quotidien. Adolescents et adultes semblent suivre côte à côte deux trajectoires qui ont peu de chances de se rencontrer. Et pourtant, des similitudes entre les deux parcours commencent à poindre. Un jour, une tempête provoque un terrible éboulement sur un terrain de criquet et découvre une forêt souterraine, que l'éruption d'un volcan a gardée intacte depuis des siècles. Peu à peu, réalité et imaginaire se rejoignent, passé et avenir se mêlent, esquissant bientôt un monde fantasmatique où tout devient possible...

## Fiche technique
Source : le dossier de presse
- Titre : La Forêt oubliée
- Titre original : 埋もれ木 (Umoregi?)
- Titre anglais : The Buried Forest
- Réalisation : Kōhei Oguri
- Scénario : Kōhei Oguri et Tsukasa Sasaki
- Photographie : Norio Teranuma
- Décors : Yoshinaga Yokoo et Koichi Takeuchi
- Montage : Nobuo Ogawa (ja)
- Musique : Arvo Pärt
- Sociétés de distribution : Pyramide Distribution (France), Trigon-film (Suisse), Phantom Film (ja) (Japon)
- Pays d'origine :  Japon
- Langue originale : japonais
- Format : couleur - 1,66:1 HD - 35 mm - Dolby SRD
- Genre : drame
- Durée : 93 minutes
- Dates de sortie : 
  - France : 12 mai 2005 (Festival de Cannes) - 28 décembre 2005 (sortie en salles[2])
  - Japon : 25 juin 2005[3]

## Distribution
Source : le dossier de presse
- Karen : Machi
- Hiromitsu Tosaka : Tomo
- Tadanobu Asano : San-chan
- Akira Sakata : le poissonnier
- Taka Ōkubo (ja) : le vendeur de tofu
- Sumiko Sakamato : mamie Tomie
- Yūko Tanaka : la mère de Machi
- Mitsuru Hirata : le père de Machi
- Ittoku Kishibe : Marui le menuisier

## Distinctions
- Présenté au 58e Festival de Cannes (2005) dans la section La Quinzaine des réalisateurs, le cinéaste avait déjà remporté le Grand prix du jury ainsi que le Prix de la critique internationale en 1990 pour L'Aiguillon de la mort.